# Palazzo Capuano (Neapel)

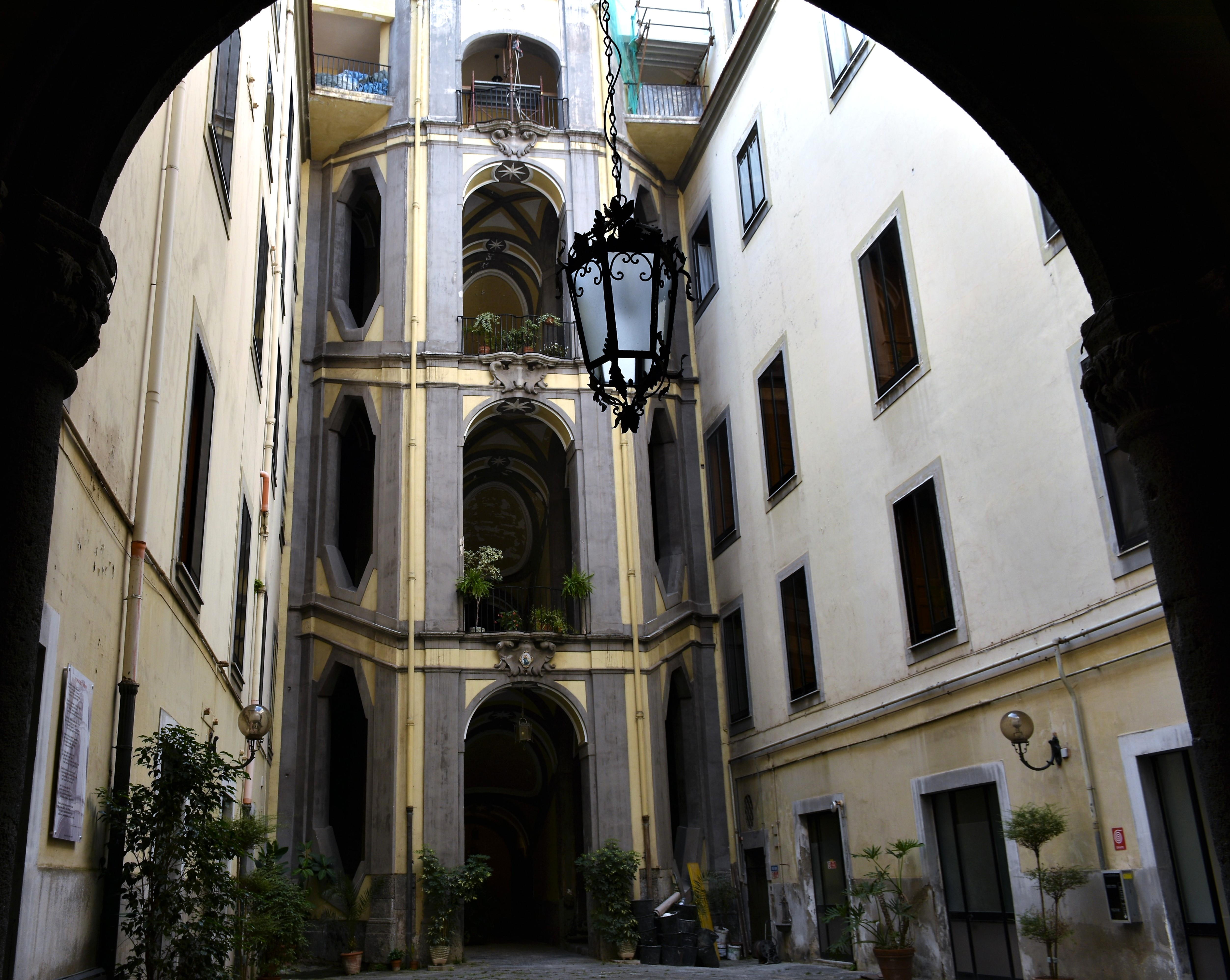
Palazzo Capuano in Neapel: Innenhof mit offener Treppe

Der Palazzo Capuano ist ein Palast aus dem 16. Jahrhundert im Viertel San Lorenzo von Neapel in der italienischen Region Kampanien. Er liegt in der Vico San Pelegrino, 24.

## Geschichte und Beschreibung

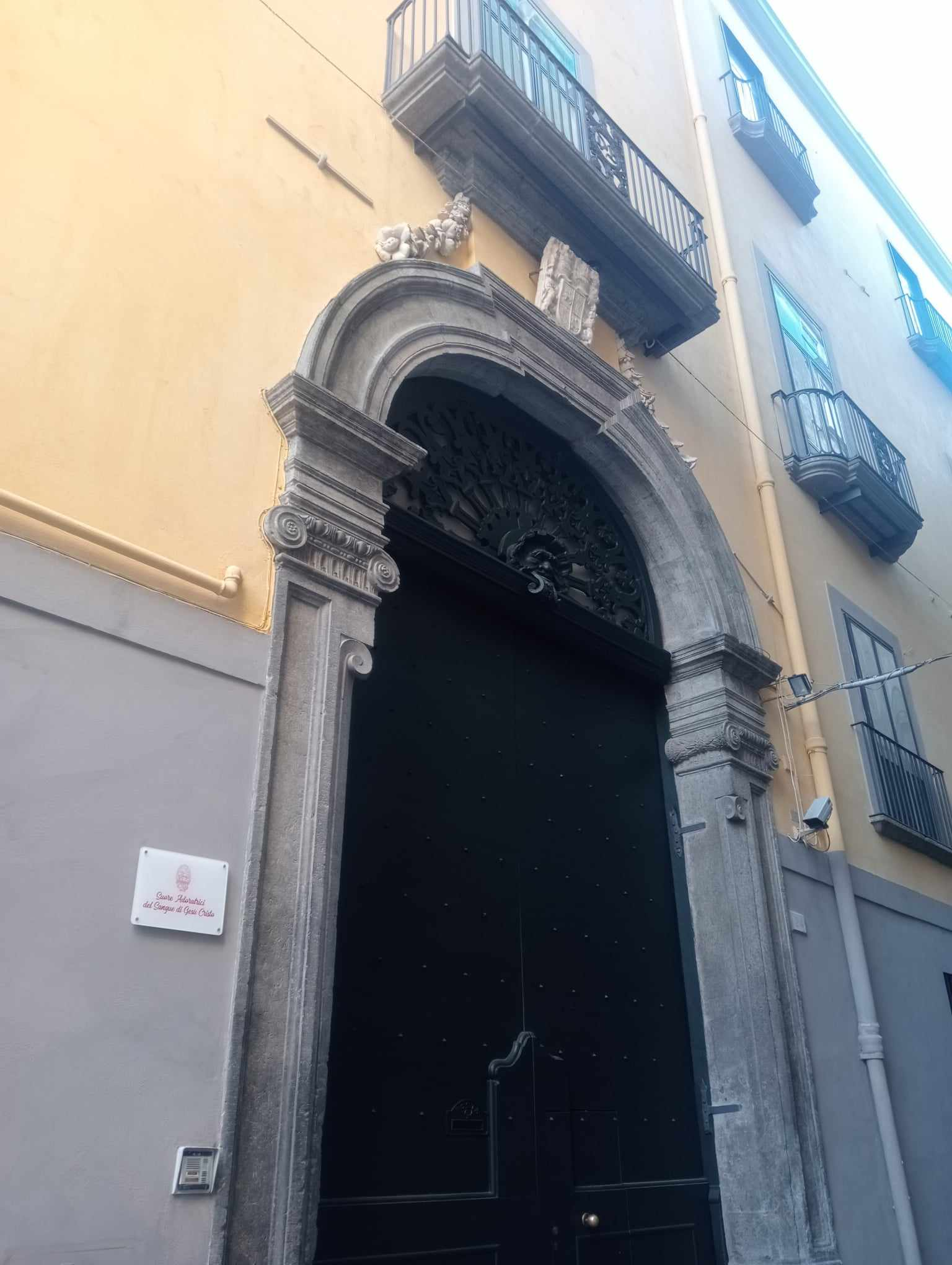
Portal des Palastes

Den Palast ließen die Caracciolos aus Brienza errichten. Später kaufte ihn die Familie Capuano. Er gehörte auch der Familie Capecelatro: Dies zeigt ein Wappen aus Marmor über dem Portal.
Architektonisch bemerkenswert sind das Eingangsportal und die barocke, offene Treppe aus dem 17. Jahrhundert im Innenhof, die von neapolitanischen Architekten Ferdinando Sanfelice geschaffen wurden.
Heute gehört der Palazzo Capuano den Ordensschwestern Adoratrici del sangue di Christo (dt.: Anbeterinnen des Blutes Christi).